# Dalbergia tinnevelliensis
Dalbergia tinnevelliensis là một loài thực vật có hoa trong họ Đậu. Loài này được Thoth. miêu tả khoa học đầu tiên.